# Koaxialverdampfer
Der Koaxialverdampfer ist ein Bauteil zur Wärmeübertragung. Hierbei werden Kältemittel verdampft.
Der Verdampfer besteht aus einem oder mehreren kreisförmig gewickelten Innenrohren, in denen das Kältemittel verdampft. Üblicherweise wird das Kältemittel oben eingespritzt und unten abgesaugt. Im Gegenstrom fließt im Mantelrohr das zu kühlende Medium. Als Werkstoff wird meistens Kupfer, manchmal auch Edelstahl verwendet.